# Rory Sabbatini
Rory Mario Trevor Sabbatini (født 2. april 1976 i Durban, Sydafrika) er en sydafrikansk golfspiller, der (pr. september 2010) står noteret for fem sejre gennem sin professionelle karriere. Hans bedste resultat i en Major-turnering er en 2. plads, som han opnåede ved US Masters i 2007.
Sabbatini har en enkelt gang, i 2007, repræsenteret Det internationale Hold ved Presidents Cup, hvor det dog endte med et nederlag til det amerikanske hold.
Sabbatini vandt sølvmedaljen ved sommer-OL 2020, hvor han repræsenterede Slovakiet.